# Papyrus Magdalen
- Papyrus
- Onciale
- Minuscules
- Lectionnaire

Le papyrus « Magdalen » (/ˈmɔːdlɪn/, MAWD-lin) est un papyrus du Nouveau Testament, ensemble d'extraits de l'Évangile selon Matthieu, également appelé Papyrus 64 et référencé P 64 ou 𝔓64, conservé au Magdalen College.
Ce papyrus est acheté en 1901 à Louxor en Égypte, par le révérend Charles Bousfield Huleatt (1863-1908), qui identifie les fragments grecs comme des portions de l'Évangile de Matthieu (chapitre 26 : 23 et 31) et les présente au Magdalen College, à Oxford, où ils sont catalogués sous le nom de P. Magdalen Greek 17 (Gregory-Aland 𝔓64) et d'où ils tirent leur nom actuel. Lorsque les fragments sont publiés par Colin Henderson Roberts en 1953, illustrés d'une photographie, le style est caractérisé comme un des premiers prédécesseurs de ce qu'on appelle l'onciale biblique, qui commence à émerger vers la fin du IIe siècle. Le style oncial est représenté par les versions ultérieures du Codex Vaticanus et du Codex Sinaiticus. L'analyse paléographique comparée reste la méthode clé pour dater le manuscrit, mais il n'y a pas de consensus sur sa datation. Les estimations vont du Ier au IVe siècle après J.-C.
Les fragments sont écrits des deux côtés, ce qui montre qu’ils proviennent d’un codex plutôt que d’un parchemin. D'autres fragments, publiés par Ramon Roca-Puig en 1956 et catalogués sous le nom de P. Barc. Inv. 1 (Gregory-Aland 𝔓67), sont identifiés par Roca-Puig et Roberts comme provenant du même codex que les fragments du papyrus Magdalen, une opinion qui reçoit le consensus scientifique.

## Débats sur la datation
𝔓64 est initialement daté du IIIe siècle par Charles Huleatt, qui fait don du manuscrit au Magdalen College. Le papyrologue A.S. Hunt étudie ensuite le manuscrit et le date du début du IVe siècle. Après avoir initialement préféré une datation du IIIe ou peut-être du IVe siècle pour le papyrus, Colin Roberts publie le manuscrit en lui donnant une datation de c. 200, ce qui est confirmé par trois autres papyrologues éminents : Harold Bell, Theodore Cressy Skeat et Eric G. Turner.
Fin 1994, Carsten Peter Thiede propose de redater le papyrus Magdalen au milieu du Ier siècle (37 à 70 après J.-C.). Cela attire une publicité considérable, car les journalistes interprètent prennent cette affirmation au pied de la lettre. L'article officiel de Thiede paraît dans Zeitschrift für Papyrologie und Epigraphik en 1995. Une version éditée pour le profane est co-écrite avec Matthew d'Ancona et présentée sous le titre The Jesus Papyrus, Londres, Weidenfeld et Nicolson, 1996 (également publié sous le titre : Eyewitness to Jesus, 1996, New York, Doubleday). La datation du papyrus par Thiede est basée sur une analyse comparative de l'écriture avec des échantillons choisis d'Égypte et de Palestine. Il affirme voir des similitudes entre l'écriture du papyrus Magdalen et celle de documents datés du Ier siècle de notre ère, comme P.Oxy. II 246 (66 CE). L'hypothèse de Thiede est considérée avec scepticisme par presque tous les papyrologues et biblistes reconnus.
Philip Comfort et David Barret, dans leur ouvrage Text of the Early NT Greek Manuscripts (Texte des manuscrits grecs anciens du NT), avancent la fourchette de dates de 150 à 175 pour ce papyrus, comme pour 𝔓 4 et 𝔓67 qui, selon eux, proviendraient du même codex. 𝔓4 est utilisé comme rembourrage pour la reliure d’un codex de Philon d'Alexandrie, écrit à la fin du IIIe siècle et retrouvé dans une jarre qui avait été murée dans une maison à Coptos en 250. Si 𝔓4 fait partie de ce papyrus Magdalen, alors le papyrus peut avoir été écrit environ 100 ans auparavant ou même plus tôt. Philip Comfort et David Barret montrent également que ce 𝔓4/64/67 a des caractéristiques communes avec un certain nombre de papyrus de la fin du IIe siècle.

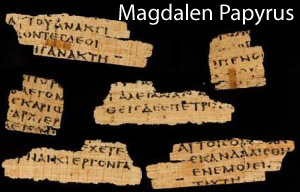
Papyrus Magdalen.

Mais Philip Comfort et David Barret « ont tendance à revendiquer une date antérieure pour de nombreux manuscrits inclus dans leur livre à celle autorisée par d'autres paléographes », selon Robinson. Le Novum Testamentum Graece, une référence pour les documents grecs, catalogue séparément 𝔓4 et 𝔓64/67, donnant au premier une date du IIIe siècle, tandis que le deuxième est daté d'environ 200. Charlesworth conclut « que 𝔓64+67 et 𝔓4, bien qu'écrits par le même scribe, ne proviennent pas du même (...) codex ». L'évaluation paléographique la plus récente et la plus approfondie du papyrus conclut que « jusqu'à ce que de nouvelles preuves soient disponibles, une date comprise entre le milieu du IIe siècle et le milieu du IVe siècle devrait peut-être être attribuée au codex ».

## Reproduction des fragments
- « Liste Handschriften », sur ntvmr.uni-muenster.de, Münster, Institute for New Testament Textual Research (consulté le 26 août 2011).
- « The Magdalen Papryus: possibly the earliest known fragments of the New Testament », sur magd.ox.ac.uk, Oxford, Magdalen College (consulté le 31 décembre 2023).